# جغرافیای گرجستان
| \| \|                    |                                                                                          |
| قاره                     | آسیا / اروپا                                                                             |
| زیرناحیه                 | آسیای باختری / اروپای خاوری                                                              |
| مختصات جغرافیایی         | ۴۲°۰۰′ شمالی ۴۳°۳۰′ شرقی / ۴۲٫۰۰۰°شمالی ۴۳٫۵۰۰°شرقی                                      |
| پهناوری                  | ۶۹٬۸۷۵ کیلومتر مربع (۲۶٬۹۷۹ مایل مربع)                                                   |
| دریابار (مرزهای آبی)     | ۳۱۰ کیلومتر                                                                              |
| مرزهای خشکی              | ۱٬۸۱۴ کیلومتر                                                                            |
| کشورهای هم‌مرز            | ارمنستان ۲۱۹ کیلومتر، جمهوری آذربایجان ۴۲۸ کیلومتر، روسیه ۸۹۴ کیلومتر، ترکیه ۲۷۳ کیلومتر |
| بلندترین نقطه            | کوه شخارا (۵٬۲۰۱ متر)                                                                    |
| پایین‌ترین نقطه           | گیلابی میان پوتی و کوله‌وی، (۱٫۵- تا ۲٫۳ متر)                                             |
| درازترین رود             | رود کُر (قفقاز) ۱٬۳۶۴ متر                                                                 |
| آب‌وهوا:                  | معتدل تا نیمه‌گرمسیر، مدیترانه‌ای در کرانه‌های دریای سیاه                                   |
| ناهمواری:                | جلگه، کوه، دره                                                                           |
| پیشامدهای (آپه‌های) طبیعی | زمین‌لرزه                                                                                 |
| دشواریهای زیست‌بومی       | آلودگی هوا، آلودگی آب، و آلودگی خاک ناشی از مواد شیمیایی سمی                             |
| نقشه (سیاسی) گرجستان     |                                                                                          |

گرجستان کشوری است در قفقاز، که در ناحیهٔ جفت‌شدگی آسیای باختری و اروپای خاوری جای گرفته‌است. مساحت این کشور ۶۹٬۸۷۵ کیلومتر مربع (۲۶٬۹۷۹ مایل مربع)، اندکی کوچکتر از استان هرمزگان، است. گرجستان در باختر با دریای سیاه، در شمال با روسیه، در جنوب با ترکیه و ارمنستان، و در خاور با جمهوری آذربایجان هم‌مرز است.